# Dirico
Dirico é uma cidade e município da província do Cuando, em Angola.
Tem 18 590 km² e cerca de 41 mil habitantes. É limitado a norte pelo município de Luengue, a leste pelo município do Mucusso, a sul pela República da Namíbia, e a oeste pelos municípios de Mavengue e Calai.
O município é constituído pela comuna-sede, equivalente à cidade de Dirico, e ainda pela comuna de Xamavera. Anteriormente seu território continha a comuna de Mavengue.